# Миргазямов, Марат Парисович
Марат Парисович Миргазямов (баш. Марат Парис улы Мирғәзәмов; род. 26 февраля 1942, с. Караидель, Караидельский район, Башкирская АССР, РСФСР, СССР) — советский государственный и партийный деятель, Председатель Совета Министров Башкирской АССР (1986—1992).

## Биография
Миргазямов Марат Парисович родился 26 февраля 1942 года в с. Караидель Караидельского района Башкирской АССР.
В 1961 году окончил техническое училище № 1 в городе Уфе. По окончании два года работал на Уфимском нефтеперерабатывающем заводе им. XXII съезда КПСС.
Окончил Уфимский нефтяной институт и Академию общественных наук при ЦК КПСС (заочно); работал на Уфимском нефтеперерабатывающем заводе инженером-электриком, начальником участка и смены.
Находясь на партийной работе был инструктором, заместителем заведующего отделом Уфимского горкома КПСС, вторым секретарем Орджоникидзевского райкома КПСС, заместителем заведующего отделом организационно-партийной работы Башкирского обкома КПСС, первым секретарем Туймазинского горкома КПСС; с 1985 по 1992 годы — председатель Совета Министров Башкирской АССР.11.10.1990—25.02.1992—премьер-министр Башкирской ССР. В 1990—1991 годах являлся членом Центральной контрольной комиссии КПСС.
В июле 1992 года в постановлении «Об увековечении памяти Ахмет-Заки-Валиди» присваивает первой уфимской библиотеке (бывшей имени Крупской) имя Ахмет-Заки-Валиди.
В ноябре 1992 года получил вотум недоверия в Верховном Совете республики и подал в отставку с поста председателя Совета Министров.
Конфликт был вызван предложенной М.Миргазямовым программой развития фермерского хозяйства в Башкортостане. Марат Парисович был обвинен в попытке разгона колхозов и совхозов (постановление Совета Министров «О реорганизации колхозов, совхозов»).
Верховный Совет в своем большинстве выступал за сохранение и поддержку колхозно-совхозной системы.
С 1992 года — директор АО Уфимский завод эластомерных материалов и конструкций. По итогам 1996 и 1997 годов завод признавался лучшим среди предприятий г. Уфы. С 1994 года — член Совета директоров Башпромбанка, с 1997 года — председатель Совета.
Избирался депутатом Верховного Совета Башкирской АССР. С 1989 по 1991 годы — народный депутат СССР от Бирского национально-территориального избирательного округа № 503 Башкирской АССР.
В 1993 году выдвигался кандидатом в депутаты Совета Федерации Федерального Собрания РФ первого созыва, в 1998 году — кандидатом в Президенты Республики Башкортостан.
В 1999 году баллотировался в депутаты Госдумы от партии «Яблоко».
Проживал в г. Уфа.

## Награды
Почётная грамота Президиума Верховного Совета Республики Башкортостан (1992)